# Remmy Limo
Remmy Kimutai Limo (geboren op 25 augustus 1971) is een voormalig Keniaanse atleet die was gespecialiseerd in het hink-stap-springen. Hij was ook een goed verspringer. Op beide onderdelen was hij meervoudig Keniaans kampioen.
Op de Gemenebestspelen in 1998 behaalde hij met het hink-stap-springen een bronzen medaille. Met een best poging en tevens persoonlijk record van 16,89 m gingen alleen de Engelsman Larry Achike (goud) en de Ghanees Andrew Owusu (zilver) hem voorbij. In 1999 won hij de Military World Games met een sprong van 16,84 m.
In 1996 werd hij op het onderdeel verspringen met 7,46 meter in de voorrondes uitgeschakeld op de Olympische Spelen van Atlanta.

## Titels
- Keniaans kampioen verspringen - 1996, 1997, 2000
- Keniaans kampioen hink-stap-springen - 1997, 2000, 2002, 2003

## Persoonlijke records
| Onderdeel          | Prestatie | Datum             | Plaats       |
| ------------------ | --------- | ----------------- | ------------ |
| verspringen        | 8,02 m    | 5 juni 1998       | Nairobi      |
| hink-stap-springen | 16,89 m   | 18 september 1998 | Kuala Lumpur |

## Palmares

### Verspringen
- 2002:  Afrikaanse Militaire Spelen - 7,58 m

### Hink-stap-springen
- 1998:  Gemenebestspelen - 16,89 m
- 1999:  Afrikaanse Spelen - 16,84 m
- 1999:  Military World Games - 16,84 m
- 2002:  Afrikaanse Militaire Spelen - 16,14 m